# Nintendo European Research & Development
Nintendo European Research and Development (ou NERD), précédemment connue sous les noms de Mobiclip et Actimagine, est une filiale de Nintendo fondée en 2003 et située à Paris, qui développe des technologies logicielles et middleware pour les plates-formes Nintendo.

## Historique

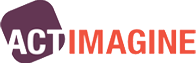
Logo Actimagine

Actimagine est créée en mars 2003 par une équipe d'ingénieurs et de cadres. Actimagine commence avec les consoles de jeux portables. La technologie de compression vidéo proposée par Mobiclip est une réponse optimisée aux exigences de la durée vie de la batterie et de la qualité vidéo des consoles Game Boy Advance, Nintendo DS, Wii et Nintendo 3DS.
Le codec Mobiclip offre une vidéo en haute qualité avec une faible consommation de la batterie, il est choisi par de grands studios, comme Sony Pictures Digital, Paramount, Fox et Gaumont Colombia Tristar Films, ainsi que par les plus grands fabricants de téléphones portables, tels que Nokia ou Sony Ericsson, pour diffuser de la vidéo sur des cartes mémoire pour téléphones mobiles.
Bien que les deux sociétés travaillaient ensemble depuis plusieurs années, Mobiclip n'intègre le groupe Nintendo qu'en 2011, puis change de nom quelque temps plus tard. Alexandre Delattre et Jérôme Larrieu, les cofondateurs, sont à l'origine de cette intégration. Les deux hommes, qui ont dû convaincre les investisseurs et qui ne croyait pas que Nintendo serait intéressée, citent l'innovation, la volonté de « créer de nouvelles expériences, et de nouvelles technologies pour les rendre possibles » et l'« ouverture d'esprit » du groupe, qui a accepté de travailler avec une petite société, comme les raisons leur ayant donné l'envie d'intégrer Nintendo.

## Codecs Mobiclip
Mobiclip est développé avec un algorithme complètement différent de celui utilisé pour les autres codecs vidéo disponibles sur le marché, basé sur une utilisation minimale des ressources du processeur, permettant une durée de vie de la batterie considérablement augmentée et un coût matériel réduit.

### Licences Nintendo
Nintendo choisi Mobiclip comme son principal fournisseur de technologies de codec vidéo sur Game Boy Advance, Nintendo DS, Wii et Nintendo 3DS.
Des jeux vidéo célèbres utilisent ces technologies pour leurs cinématiques, notamment :
- La série GBA Video sur Game Boy Advance[5]
- Dragon Quest IX : Les Sentinelles du firmament sur Nintendo DS[6]
- Spectrobes et Spectrobes : Les Portes de la galaxie sur Nintendo DS
- Sonic Colours sur Nintendo DS
- La série Professor Layton sur Nintendo DS et Nintendo 3DS
- Fire Emblem: Awakening sur Nintendo 3DS[7]

## Technologies développées par NERD
- Codec vidéo Mobiclip pour smartphone / Game Boy Advance / Nintendo DS / Nintendo 3DS / Wii / Wii U
- Lecteur multimédia du navigateur Web de la Wii U
- Calibrage logiciel de la caméra 3D de la Nintendo 3DS[8]
- Émulateur Nintendo DS sur Wii U
- Affichage « super-stable 3D » de la New Nintendo 3DS
- Jeux téléchargeables Wii sur Wii U eShop
- Nintendo Classic Mini